# 達格達市鎮
達格達市鎮，曾是拉脫維亞的一個市鎮，設立於2009年。位於該國東南部，人口9559人，面積948.8平方公里，人口密度約10人/km2。
2021年7月1日，達格達市鎮合并至克拉斯拉瓦市鎮。

## 外部連結
- 克拉斯拉瓦市鎮官方網站 （页面存档备份，存于） （拉脱维亚文）